# Бюттнер, Рихард
Оскар Александр Рихард Бюттнер (нем. Oscar Alexander Richard Büttner или нем. Richard Büttner, или нем. Richard Buettner, 28 сентября 1858 — 1927) — немецкий ботаник.

## Биография
Оскар Александр Рихард Бюттнер родился 28 сентября 1858 года в городе Бранденбург-на-Хафеле.
Он был участником экспедиции Африканского общества в Германии (1884—1886), целью которой было исследование южного бассейна Конго.
В Берлине Бюттнер основал первую кафедру африканских языков в Германии.
Оскар Александр Рихард Бюттнер умер в 1927 году.

## Научная деятельность
Оскар Александр Рихард Бюттнер специализировался на семенных растениях.